# Pernilla Wahlgren
Pernilla Nina Elisabet Wahlgren (født 24. december 1967) er en svensk sangerinde, skuespillerinde og tv-vært. Wahlgren har deltaget i Melodifestivalen flere gange, blandt andet i 1985 med sangen Piccadilly Circus, der endte på en fjerdeplads. Hun har derudover medvirket i adskillige skuespil og film.

## Privatliv
Pernilla Wahlgren er datter af skuespillerne Hans Wahlgren og Christina Schollin. Hun har tre søskende og er mor til fire børn, deriblandt sangeren Benjamin Ingrosso.

## Filmografi
- Fanny og Alexander (1982, ukrediteret)
- Slangens vej (1986)
- Snoken (tv-serie, 1995)
- Hundehotellet (animationsfilm, 2000)
- Nicke & Nilla (tv-serie, 2001-2004)
- Familien Wahlgren (realityserie, 2016-2024)
- Sunes jul (2017)